# El temps recobrat
El temps recobrat, títol original en francès Le temps retrouvé, és una pel·lícula franco-italo-portuguesa realitzada per Raoul Ruiz segons l'obra homònima de Marcel Proust, que forma part de A la recerca del temps perdut, i estrenada l'any 1999. Va estar subtitulada al català.

## Sinopsi
Fullejant nostalgicament el seu àlbum de fotos, el narrador de la Recerca, allitat i molt malalt, veu desfilar la seva vida.

## Fitxa tècnica
- Títol: Le temps retrouvé (El temps retrobat)
- Realització: Raoul Ruiz
- Guió: Raoul Ruiz i Gilles Taurand, segons el volum de A la recerca del temps perdut, de Marcel Proust, El temps retrobat (1927)
- Director de fotografia: Ricardo Aronovitch
- Càmera: Sabine Lancelin
- Música: Jorge Arriagada
- Cançó: Le temps retrouvé, escrita per Jorge Arriagada i interpretada per Natalie Dessay (vocalises)
- Decorat: Bruno Beaugé
- Vestuari: Gabriella Pescucci, Caroline de Vivaise
- Muntatge: Denise de Casabianca
- País d'origen:  França,  Itàlia i  Portugal
- Llengua de rodatge: francès
- Productor: Paulo Branco
- Societats de producció: Gemini Films, França 2 Cinema, Les Films del Lendemain, Blu Cinemagrafica
- Societat de distribució: Gemini Films
- Format: color — 35 mm — 1.85:1 — Dolby Digital DTS
- Gènere: drama
- Durada: 169 min

## Repartiment
| - Catherine Deneuve: Odette de Crécy - Emmanuelle Béart: Gilberte - Vincent Pérez: Morel - John Malkovich: Baró de Charlus - Pascal Greggory: Saint-Loup - Marcello Mazzarella: el Narrador - Marie-France Pisier: Madame Verdurin - Chiara Mastroianni: Albertine - Arielle Dombasle: Madame de Farcy - Édith Scob: Oriana de Guermantes - Elsa Zylberstein: Rachel - Christian Vadim: Bloch - Dominique Labourier: Madame Cottard - Philippe Morier-Genoud: Monsieur Cottard - Melvil Poupaud: el príncep de Foix - Mathilde Seigner: Céleste - Jacques Pieiller: Jupien - Hélène Surgère: Françoise - André Engel: el Narrador vell - Georges Du Fresne: el Narrador nen | - Monique Mélinand: l'àvia del Narrador - Laurence Février: la mare de Marcel - Jean-François Balmer: l'oncle Adolphe - Pierre Mignard : el Narrador adol·lescent - Lucien Pascal: el príncep de Guermantes - Jérôme Prieur: Monsieur Verdurin - Bernard Pautrat: Charles Swann - Alain Robbe-Grillet: Goncourt - Ingrid Caven: la princesse russe - Jean-Claude Jay: el duc de Guermantes - Camille Du Fresne: Gilberte nena - Alain Rimoux: Monsieur Bontemps - Bernard Garnier: Cambremer - Monique Couturier: la marquesa de Villeparisis - Isa Mercure: Madame Bontemps - Laurent Schwaar: Maurice - Messaoud Hattau: Monsieur Léon - Hervé Falloux: Monsieur Redingote - Pierre Vilanova: Monsieur René |

## Guardons
- Festival de Cannes 1999: selecció oficial per a competir per la Palma d'Or
- César du cinéma 2000: nominació al César al millor vestuari